# Prezidentské volby v Polsku 2020

Výsledky druhého kola

V polských prezidentských volbách byl 12. července 2020 zvolen dosavadní prezident Andrzej Duda na druhé pětileté volební období. Původně se volby měly konat 10. a 24. května, ale kvůli pandemii covidu-19 byly přesunuty na pozdější termín.
V prvním kole 28. června se o funkci prezidenta ucházelo 11 kandidátů, z nichž nejvíce hlasů získal Andrzej Duda (43,5 %) nominovaný vládní stranou Právo a spravedlnost, varšavský starosta Rafał Trzaskowski (30,67 %) za opoziční Občanskou platformu a nezávislý kandidát Szymon Hołownia (13,87 %). První dva kandidáti se 12. července utkali ve druhém kole. Andrzej Duda získal 51,03 % a Rafał Trzaskowski 48,97 % hlasů. 
Nejvíce volili Andrzeje Dudu v Podkarpatském vojvodství, kde získal 70,92 % hlasů. Více hlasů obdržel spíše na východě země, na venkově a u starších voličů. Rafał Trzaskowski byl nejúspěšnější v Pomořském vojvodství se ziskem 59,84 % hlasů. Větší podporu měl především na západě země, ve městech a u mladších voličů. Volební účast byla v prvním kole 64,51 %, tedy o 15,55 % více než u prvního kola předchozích prezidentských voleb v roce 2015. K druhému kolu přišlo 68,18 % z více než 30 milionů oprávněných voličů. Od roku 1990 se jednalo o sedmé prezidentské volby. Kvůli pandemii covidu-19 proběhly za zvláštních hygienických podmínek.

## Situace před volbami
V roce 2020 probíhala také v Polsku epidemie covidu-19, polská vláda však trvala na uskutečnění voleb v původním termínu. Kvůli pandemii Sejm původně rozhodl, že se hlasování uskuteční pouze korespondenčně – bývalý polský premiér Donald Tusk i nejsilnější opoziční kandidátka Malgorzata Kidawová-Blońská však takový způsob volby kritizovali.
Kandidátka opoziční Občanské platformy, vicepředsedkyně Sejmu Małgorzata Kidawová-Błońská, svou kandidaturu v květnu stáhla a místo ní kandidoval varšavský starosta Rafał Trzaskowski. Sejm nakonec 3. června 2020 rozhodl o konání voleb na přelomu června a července.

## Hlasování a výsledky
| Jméno                        | Strana                       | První kolo  | První kolo | Druhé kolo  | Druhé kolo |
| Jméno                        | Strana                       | Počet hlasů | % hlasů    | Počet hlasů | % hlasů    |
| ---------------------------- | ---------------------------- | ----------- | ---------- | ----------- | ---------- |
| Andrzej Duda                 | Právo a spravedlnost         | 8 450 513   | 43,50      | 10 440 648  | 51,03      |
| Rafał Trzaskowski            | Občanská platforma           | 5 917 340   | 30,46      | 10 018 263  | 48,97      |
| Szymon Hołownia              | nezávislý                    | 2 693 397   | 13,87      | –           | –          |
| Krzysztof Bosak              | Ruch Narodowy                | 1 317 380   | 6,78       | –           | –          |
| Władysław Kosiniak-Kamysz    | Polská lidová strana         | 459 365     | 2,36       | –           | –          |
| Robert Biedroń               | Wiosna                       | 432 129     | 2,22       | –           | –          |
| Stanisław Żółtek             | Kongres nové pravice         | 45 419      | 0,23       | –           | –          |
| Marek Jakubiak               | nezávislý                    | 33 652      | 0,17       | –           | –          |
| Paweł Tanajno                | nezávislý                    | 27 909      | 0,14       | –           | –          |
| Waldemar Witkowski           | Labour Union                 | 27 290      | 0,14       | –           | –          |
| Mirosław Piotrowski          | Ruch Prawdziwa Europa        | 21 065      | 0,11       | –           | –          |
| neplatné hlasy               | neplatné hlasy               | 58 301      | –          | 177 724     | –          |
| Celkem                       | Celkem                       | 19 483 760  | 100        | 20 458 911  | 100        |
| Voličů celkem/ Volební účast | Voličů celkem/ Volební účast | 30 204 792  | 64,51      | 30 268 460  | 68,18      |
| Zdroje:                      |                              |             |            |             |            |

### Vzdali se kandidatury
| Jméno                       | Strana             |
| --------------------------- | ------------------ |
| Małgorzata Kidawová-Błońská | Občanská platforma |